# June 1, 1974
June 1, 1974 è un album live registrato durante un concerto al Rainbow Theatre di Londra, ed intestato a John Cale, Kevin Ayers, Nico e Brian Eno.

## Il disco
Sebbene l'album sia ufficialmente attribuito ai quattro musicisti citati, all'esibizione presero parte altri artisti, tra i quali Ollie Halsall, Mike Oldfield e Robert Wyatt; quest'ultimo suonò le percussioni in alcuni brani, a un anno esatto dall'incidente che lo aveva costretto su una sedia a rotelle.
L'album fu pubblicato nel 1974 dalla Island Records (ILPS 9291), anche la prima a pubblicarlo su CD (842 552-2) nel 1990. L'ultima edizione su CD è della UM³/USM Japan, Island Records e Rock Legend Series (UICY-9686), uscita nel 2006 in Giappone.
Oltre alle tracce dell'album, durante il concerto furono suonati i seguenti brani: I've Got A Hard-On For You Baby di Ayers (con Cale al controcanto), Buffalo Ballet e Gun di Cale, e Janitor of Lunacy di Nico, che interpreta anche una versione di Deutschland Über Alles.

## Tracce

### Lato A
1. Driving Me Backwards (Eno) - 6:07
2. Baby's on Fire (Eno) - 3:52
3. Heartbreak Hotel (Elvis Presley, Mae Axton, Tommy Durden) - 5:19
4. The End (The Doors) - 9:14

### Lato B
1. May I? (Ayers) - 5:30
2. Shouting in a Bucket Blues (Ayers) - 5:07
3. Stranger in Blue Suede Shoes (Ayers) - 3:27
4. Everybody's Sometime and Some People's All the Time Blues (Ayers) - 4:35
5. Two Goes into Four (Ayers) - 2:28

## Musicisti
- Kevin Ayers - voce (B1-5), chitarra (B1-5), chitarra basso (A1-2)
- Brian Eno - voce (A1-2), sintetizzatore (A1-4, B5)
- John Cale - voce (A3), pianoforte (A2), viola (A1, B5)
- Nico - voce (A4), armonium (A4)
- Mike Oldfield - chitarra solista (B4), chitarra acustica (B5)
- Ollie Halsall - piano (A1), chitarra (A2-3, B4), chitarra solista (B1-3), chitarra acustica (B5)
- John "Rabbit" Bundrick - organo (A1-3 & B1-5), organo, piano, piano elettrico (B1-3)
- Robert Wyatt - percussioni (A1-3 B1-3 + 5)
- Doreen Chanter - controcanto (A3)
- Archie Leggatt - basso (A1-3 B1-3 + 5)
- Eddie Sparrow - batteria (A2&3 B1-3), grancassa (A1), timpani (B5)
- Liza Strike - controcanto (A3)
- Irene Chanter - controcanto (A3)